# 県道119号 (台湾)
県道119号（けんどう119ごう）は、苗栗県後龍鎮龍港から同県三義郷双連潭を結ぶ、全長30.731kmの台湾の県道である。県道128号と重複区間がある。

## 通過する自治体
- 苗栗県
  - 後龍鎮
  - 西湖郷
  - 銅鑼郷
  - 三義郷

## 接続する道路
- 台6線
- 台61線（インターチェンジ）
- 台1線
- 台13線
- 県道128号
- 県道119甲線
- 県道130号

## 支線

### 甲線
県道119号甲線（けんどう119ごうこうせん）は、苗栗県公館郷から同県銅鑼郷を結ぶ、全長9.303kmの台湾の県道である。

#### 通過する自治体
- 公館郷
- 銅鑼郷

#### 接続する道路
- 台6線
- 県道119号